# Datong Shan
Datong Shan (chiń. 大通山; pinyin Dàtōng Shān) – zrębowe pasmo górskie w środkowo-północnych Chinach, część gór Qilian Shan, o długości ok. 170 km i wysokości do 5230 m. Otaczają od północy kotlinę jeziora Kuku-nor, które zasilane jest przez liczne rzeki mające swoje źródła w Datong Shan. W górach występują nieliczne lodowce.